# La Quête de Tanelorn
La Quête de Tanelorn (titre original : The Quest for Tanelorn) est un roman de fantasy de l’écrivain britannique Michael Moorcock. Il est paru en 1975 puis a été traduit en français et publié en 1990. Ce roman est le septième tome de la série La Légende de Hawkmoon.

## Résumé
Alors que Dorian Hawkmoon est en route pour Londra en Granbretanne avec sa compagne Yisselda, cette dernière disparaît. Dorian se retrouve avec trois autres doubles de champion éternel, passé ou futur : Corum, Elric et Erekosë. 
Ils se dirigent ensemble vers Tanelorn où vivent deux sorciers qui absorbent l'énergie des mondes et ont causé les perturbations spatio-temporelles. Les quatre héros se fondent en un seul être pour les tuer, puis reprennent leur individualité avant de se séparer, leur mission accomplie.
Dorian reste à Tanelorn car il veut que sa compagne et ses enfants lui soient rendus. Une bataille cosmique a lieu entre l’épée noire, le bâton runique et le joyau. Dorian triomphe, délivre sa famille ainsi que ses amis et repart avec eux. 

## Analyse et commentaire
L’auteur a indiqué dans plusieurs interviews que les romans de ce cycle d’heroic fantasy avaient pour unique vocation de distraire leurs lecteurs.
Ce dernier tome a pour caractéristique de réunir trois autres grands héros de Michaël Moorcock : Corum, personnage principal de la série Les Livres de Corum, Elric de la série du Cycle d'Elric et Erekosë de la série La Quête d'Erekosë.

## Prolongements
- L’univers a inspiré un jeu de rôle : Hawkmoon.

- En vue d’une adaptation télévisée, BBC Studios a acquis début 2019 les droits des quatre premiers romans de la série, soit Le Cycle du bâton runique qui comprend Le Joyau noir, Le Dieu fou, L'Épée de l'aurore et Le Secret des runes[2].

- La chanson The Quest for Tanelorn du groupe de power metal allemand Blind Guardian est directement inspirée de l'œuvre.